# Cartagena (Caldas)
Cartagena es un centro poblado ubicado en el municipio de Palestina, Caldas. El Código Divipola asignado por el Departamento Administrativo Nacional de Estadística (DANE) es 17524005. Sobre este corregimiento se sitúa la quebrada Cartagena que se extiende hasta el río Chinchiná y recorre otras localidades como el Reposo y Los lobos.
La vía principal de Cartagena conecta con la terminal de transporte del Aeropuerto del Café (Aerocafé). Las obras de construcción para conectar Cartagena con el Aeropuerto del Café empezaron a finales de 2023 a través de la empresa Consorcio Infrarover Palestina, con una inversión de $ 62 707 millones de pesos. La vía se extiende hasta 2,2 km donde también se encuentra una rotonda de 290 m y una ciclorruta de 2,6 m de ancho. La vía inicia originalmente en Cartagena y pasa por el barrio Popular, donde también se conecta con un puente de 102 m y dos accesos de 45 m de longitud y 15 m.

## Superficie
Cuenta con una superficie de 0,2288 kilómetros cuadrados.

## Demografía
Hasta 2018 la población era de 108 habitantes, con una densidad de población de 472,0 habitantes por kilómetro cuadrado. Desde entonces, la estructura demográfica de Cartagena está conformada por hombres que representan el 42,6% y mujeres el 57,4% de la población total. De estos, el 13% corresponden a menores de edad y adolescentes de 0-14 años, 67,6% a personas entre 15-64 años y el 19,4% a personas de 65 o más años.
| Gráfica de evolución demográfica de Cartagena entre 2005 y 2018     |
|                                                                     |
| Datos según el Departamento Administrativo Nacional de Estadística. |